# Tazza Maltija 2022-2023
La Tazza Maltija 2022-2023, conosciuta anche con il nome ufficiale di Izibet FA Trophy 2021–22 per motivi di sponsorizzazione, è stata l'85ª edizione della coppa nazionale maltese di calcio.
Il torneo è iniziato il 15 novembre 2022 e si è concluso il 30 aprile 2023 con la vittoria del Birkirkara, al sesto successo nella competizione.

## Turno preliminare
Sono ammesse al turno preliminare della competizione 18 squadre della BOV Challenge League, 8 squadre della Gozo FA Division One, oltre a 4 squadre della National Amateur League (le quattro squadre semifinaliste della National Amateur Cup). Il sorteggio è stato effettuato il 26 ottobre 2022.
| Squadra 1        | Risultato | Squadra 2             |
| ---------------- | --------- | --------------------- |
| 15 novembre 2022 |           |                       |
| Marsa            | 2 - 3     | Melita                |
| Mqabba           | 3 - 2     | Victoria Hotspurs     |
| 16 novembre 2022 |           |                       |
| Naxxar Lions     | 5 - 1     | Oratory Youths        |
| Attard           | 3 - 2     | Birzebbuga St. Peters |
| St. Andrews      | 0 - 4     | Żabbar St. Patrick    |
| Kalkara          | 0 - 2     | Tarxien Rainbows      |
| 17 novembre 2022 |           |                       |
| Swieqi Utd       | 3 - 0     | Fgura Utd             |
| 19 novembre 2022 |           |                       |
| Nadur Youngsters | 7 - 1     | Vittoriosa Stars      |
| Xewkija Tigers   | 2 - 0     | Lija Athletic         |
| 20 novembre 2022 |           |                       |
| Kerċem Ajax      | 3 - 2     | Marsaskala            |
| Għajnsielem      | 5 - 0     | Qrendi                |
| 22 novembre 2022 |           |                       |
| Sannat Lions     | 1 - 3     | Qala St. Joseph       |

## Primo turno

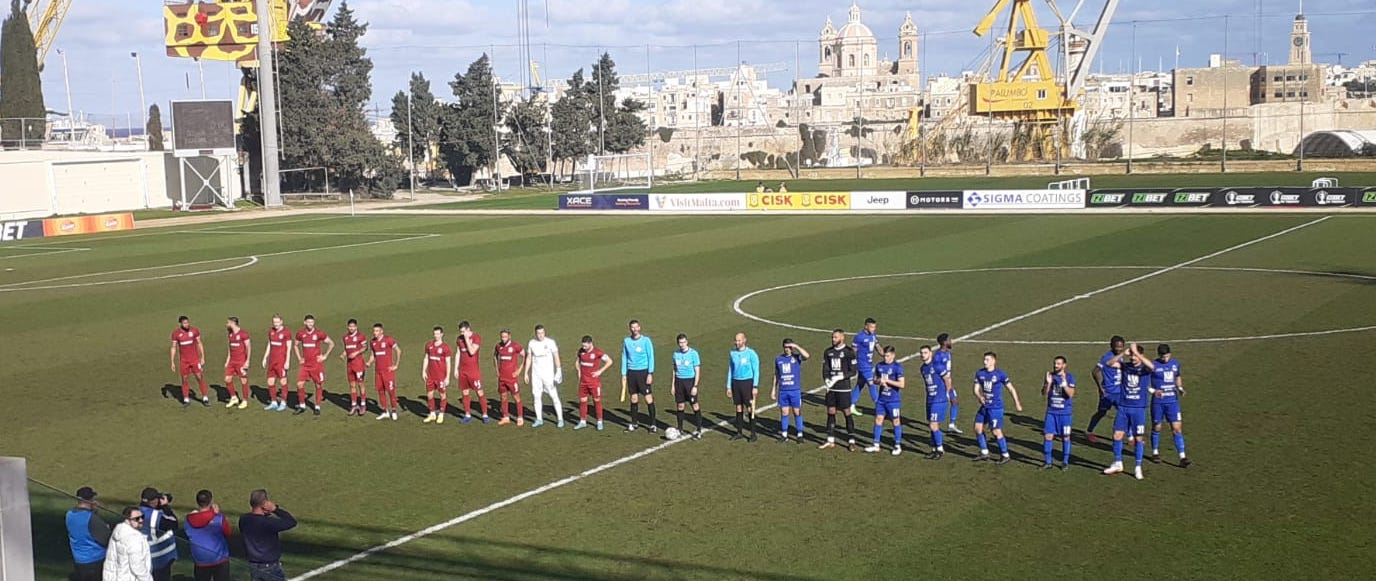
Gzira United e Sliema Wanderers in campo per il Primo turno

| Squadra 1          | Risultato   | Squadra 2          |
| ------------------ | ----------- | ------------------ |
| 13 gennaio 2023    |             |                    |
| Hibernians         | 3 - 1       | Żurrieq            |
| Sirens             | 1 - 0       | Mqabba             |
| 14 gennaio 2023    |             |                    |
| Birkirkara         | 4 - 0       | Nadur Youngsters   |
| Attard             | 2 - 8       | Kerċem Ajax        |
| Balzan             | 4 - 0       | Tarxien Rainbows   |
| Mtarfa             | 1 - 2       | Qala St. Joseph    |
| Żejtun Corinthians | 0 - 5       | Marsaxlokk         |
| 15 gennaio 2023    |             |                    |
| Valletta           | 5 - 1       | Żabbar St. Patrick |
| Gudja Utd          | 2 - 1       | Naxxar Lions       |
| Gżira Utd          | 2 - 0       | Sliema Wanderers   |
| Pietà Hotspurs     | 2 - 0       | Xewkija Tigers     |
| Ħamrun Spartans    | 3 - 1 (dts) | Għajnsielem        |
| Melita             | 0 - 3       | Mosta              |
| Floriana           | 0 - 1       | St. Lucia          |
| San Ġwann          | 3 - 1       | Mġarr              |
| Swieqi Utd         | 1 - 0       | Żebbuġ Rangers     |

## Secondo turno
| Squadra 1        | Risultato       | Squadra 2       |
| ---------------- | --------------- | --------------- |
| 7 febbraio 2023  |                 |                 |
| Mosta            | 1 - 1 (3-2 dtr) | Swieqi Utd      |
| 8 febbraio 2023  |                 |                 |
| Pietà Hotspurs   | 0 - 2           | San Ġwann       |
| 15 febbraio 2023 |                 |                 |
| St. Lucia        | 0 - 2           | Marsaxlokk      |
| Gżira Utd        | 3 - 0           | Qala St. Joseph |
| Balzan           | 2 - 2 (4-5 dtr) | Birkirkara      |
| Hibernians       | 8 - 0           | Kerċem Ajax     |
| Gudja Utd        | 1 - 0           | Sirens          |
| Valletta         | 1 - 2           | Ħamrun Spartans |

## Quarti di finale
| Squadra 1        | Risultato       | Squadra 2       |
| ---------------- | --------------- | --------------- |
| 25 febbraio 2023 |                 |                 |
| Gżira Utd        | 1 - 1 (4-3 dtr) | Gudja Utd       |
| Birkirkara       | 1 - 0           | Ħamrun Spartans |
| 26 febbraio 2023 |                 |                 |
| Mosta            | 5 - 0           | San Ġwann       |
| Hibernians       | 0 - 1           | Marsaxlokk      |

## Semifinali
| Squadra 1      | Risultato       | Squadra 2 |
| -------------- | --------------- | --------- |
| 25 aprile 2023 |                 |           |
| Marsaxlokk     | 1 - 1 (5-4 dtr) | Gżira Utd |
| 26 aprile 2023 |                 |           |
| Birkirkara     | 4 - 3           | Mosta     |

## Finale
| Arbitro: | Trustin Farrugia Cann |

|                              |           |  |
| Iorio 77’ Bonanni 84’ (aut.) | Marcatori |  |